# Прямокутний дельтоїд

Прямокутний дельтоїд із описаним і вписаним колами. Кути при вершинах ліворуч і праворуч прямі.

Прямокутний дельтоїд — це дельтоїд (чотирикутник, який має дві пари суміжних сторін однакової довжини), який можна вписати в коло. Тобто це дельтоїд з описаним колом (вписаний дельтоїд). Прямокутний дельтоїд є опуклим чотирикутником і має два протилежні прямі кути.

## Вписане коло
Всі прямокутні дельтоїди є біцентричними чотирикутниками (які мають описане і вписане кола), оскільки всі дельтоїди мають вписане коло. Одна з діагоналей (яка служить віссю симетрії) ділить прямокутний дельтоїд на два прямокутні трикутники і є також діаметром описаного кола.
В описаному чотирикутнику (тобто, який має вписане коло), чотири відрізки між центром вписаного кола і точками дотику з чотирикутником розбивають чотирикутник на чотири прямокутні дельтоїди.

## Особливий випадок
Особливим випадком прямокутних дельтоїдів є квадрати, в яких діагоналі мають однакову довжину і вписане та описане кола концентричні.

## Опис
Дельтоїд є прямокутним дельтоїдом тоді й лише тоді, коли він має описане коло (за визначенням). Це еквівалентно тому, що дельтоїд має два протилежні прямі кути.

## Формули
Оскільки прямокутний дельтоїд можна розбити на два прямокутні трикутники, наведені далі формули легко виходять з добре відомих властивостей прямокутних трикутників. У прямокутному дельтоїді ABCD, де два протилежні кути B і D прямі, два інші кути можна обчислити з
{\displaystyle \tan {\frac {A}{2}}={\frac {b}{a}},\qquad \tan {\frac {C}{2}}={\frac {a}{b}}} ,
де a = AB = AD і b = BC = CD. Площа прямокутного дельтоїда дорівнює
{\displaystyle \displaystyle K=ab.}
Діагональ AC, яка є віссю симетрії, має довжину
{\displaystyle p={\sqrt {a^{2}+b^{2}}}}
і, оскільки діагоналі перпендикулярні (так що прямокутний дельтоїд є ортодіагональним чотирикутником із площею {\displaystyle K={\frac {pq}{2}}}), інша діагональ BD має довжину
{\displaystyle q={\frac {2ab}{\sqrt {a^{2}+b^{2}}}}.}
Радіус описаного кола дорівнює (за теоремою Піфагора)
{\displaystyle R={\tfrac {1}{2}}{\sqrt {a^{2}+b^{2}}}}
і, оскільки всі дельтоїди є описаними, радіус вписаного кола задає формула
{\displaystyle r={\frac {K}{s}}={\frac {ab}{a+b}}} ,
де {\displaystyle s} — півпериметр.
Площа задається в термінах радіуса R описаного кола та радіуса r вписаного кола як
{\displaystyle K=r(r+{\sqrt {4R^{2}+r^{2}}}).}
Якщо ми позначимо відрізки на діагоналях від точки перетину до вершин за годинниковою стрілкою через {\displaystyle d_{1},d_{2},d_{3},d_{4}}, то
{\displaystyle d_{1}d_{3}=d_{2}d_{4}}
Це прямий наслідок теореми про середнє геометричне.

## Двоїстість
Двоїстим многокутником для прямокутного дельтоїда є рівнобічна трапеція.

## Альтернативне визначення
Іноді прямокутний дельтоїд визначають як дельтоїд зі щонайменше одним прямим кутом. Якщо є лише один прямий кут, він має бути між двома сторонами рівної довжини. І тут не діють формули, наведені вище.